# خالد التکه جی
خالد التکه جی (انگلیسی: Khaled Takaji؛ زادهٔ ۱۸ نوامبر ۱۹۸۶) بازیکن فوتبال اهل لبنان است.
از باشگاه‌هایی که در آن بازی کرده‌است می‌توان به باشگاه ورزشی النجمه لبنان اشاره کرد.